# Berufsausbildung bei der Bundeswehr

Bundeswehr Karriere – Symbolbild

Die Berufsausbildung bei der Bundeswehr ist die Ausbildung innerhalb des zivilen Bereiches der Bundeswehr in insgesamt 40 staatlich anerkannten Ausbildungsberufen an 120 Standorten im In- und Ausland. An den Standorten befinden sich 32 Ausbildungswerkstätten sowie rund 400 Ausbildungsstätten. Die Ausbildung dauert in Abhängigkeit vom Ausbildungsberuf zwischen 24 und 42 Monate und findet im Dualen System statt. 250.000 Soldaten der Bundeswehr werden von rund 80.000 zivilen Mitarbeitern unterstützt. Damit ist die Bundeswehr einer der größten Arbeitgeber in Deutschland. Jedes Jahr stellt die Bundeswehr 1.400 Ausbildungsplätze zur Verfügung. Durchschnittlich befinden sich 5.000 Jugendliche in einer zivilen Ausbildung bei der Bundeswehr.

## Aufbau

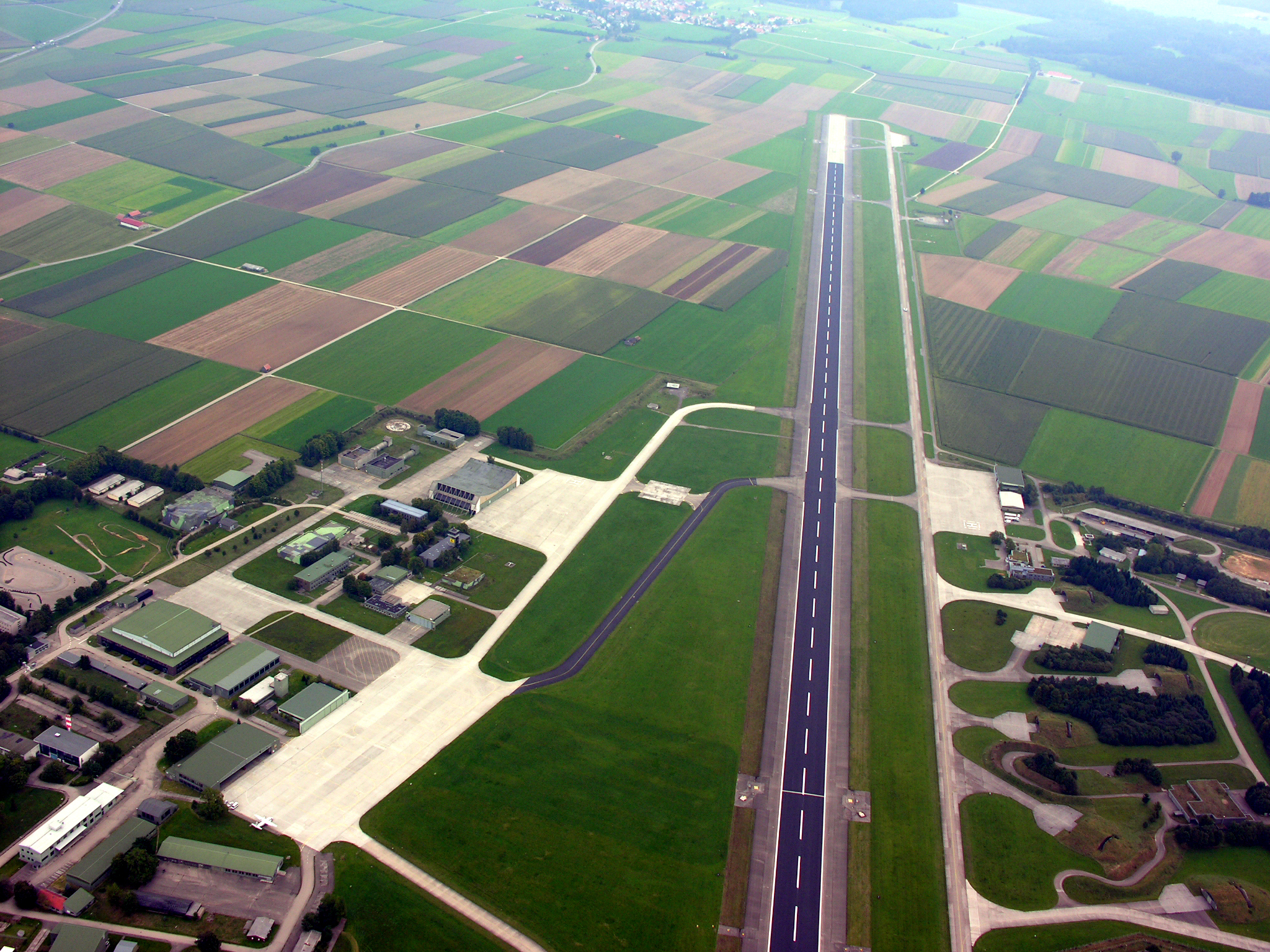
Ehemaliges Kasernengelände – Fliegerhorst Memmingerberg – Jagdbombergeschwader 34 – Fluggerätmechanikerausbildungsstätte

Die Bundeswehrverwaltung besteht aus zwei Teilbereichen. Der territorialen Wehrverwaltung und dem Rüstungsbereich. Die Territoriale Wehrverwaltung hält die Großorganisation Bundeswehr am Laufen. Sie sorgt dafür, dass immer genügend Personal und Material zur Verfügung steht. Der Rüstungsbereich mit dem Bundesamt für Wehrtechnik und Beschaffung und das Bundesamt für Informationsmanagement und Informationstechnik der Bundeswehr in Koblenz kümmert sich um die Ausstattung der Streitkräfte mit Waffensystemen bis hin zu Datenverarbeitungssystemen. Die Berufsausbildung unterliegt dem Berufsbildungsgesetz (BbiG) und der Handwerksordnung sowie der jeweils gültigen Ausbildungsverordnung. Die Ausbildung endet mit einer Abschlussprüfung vor der zuständigen Kammer oder einem Prüfungsausschuss. Die Ausbildung erfolgt nach dem dualen System. Der theoretische Unterricht erfolgt an der jeweiligen Berufsschule und die praktische Ausbildung am Arbeitsplatz innerhalb der Bundeswehr. Nach der Ausbildung kann auch eine Laufbahn als Soldat eingeschlagen werden.

## Häufigste Ausbildungsberufe
Im Jahre 2010 waren folgende Berufe, die am häufigsten bei der Bundeswehr angebotenen Berufe:
| - Elektroniker für Geräte und Systeme - Kfz-Mechatroniker - Fluggerätmechaniker Instandhaltungstechnik - Fluggerätmechaniker Triebwerkstechnik | - Elektroniker für Energie und Gebäudetechnik - Verwaltungsfachangestellter - Industriemechaniker - Metallbauer | - Schiffsmechaniker - Systeminformatiker - Mechatroniker - Chemielaborant - Medizinischer Fachangestellter |

## Soziale Leistungen
- Verdienst
  - Gestaffeltes Ausbildungsentgelt
  - Jahressonderzahlung
  - Vermögenswirksame Leistungen
- Erholungsurlaub von 30 Tagen
- Familienheimfahrten
- Mitarbeitervertretung in jeder Dienststelle
- Eigener Sozialdienst für die Fürsorge der Angehörigen